# Søren Søndergaard

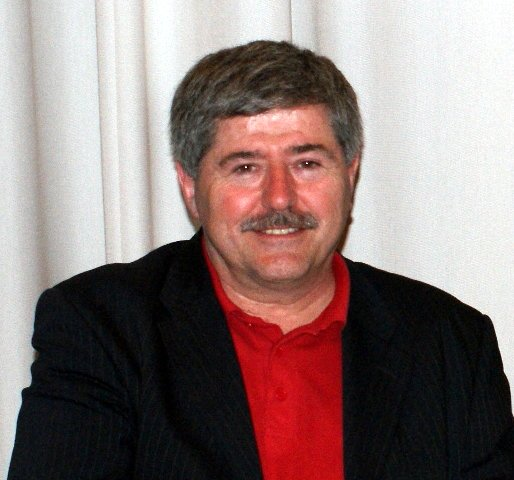
Søren Søndergaard

Søren Søndergaard (Kyndby, 16 augustus 1955) is een Deens politicus en Europarlementariër voor de Volksbeweging tegen de EU.
De ervaren scheepsbouwer is een lid van de trotskistische Socialistisk Arbejderparti, die sinds 1989 tot de eenheidslijst behoort. Voor de eenheidslijst zat hij van 1994 tot 2005 in het Deense parlement het Folketing. Op 1 januari 2007 verhuisde hij voor Ole Krarup naar het Europees Parlement. Hij is lid van de fractie Europees Unitair Links/Noords Groen Links. Hij is lid van de Europese partij EUDemocrats.
- International Standard Name Identifier: 0000 0000 2412 7154
- Library of Congress Control Number: n80034717
- Virtual International Authority File: 8679498
- WorldCat: E39PBJv4mGqJfwRhrVM8KV4wmd